# Cathédrale Sainte-Thérèse-d'Avila d'Amos
Pour les articles homonymes, voir Cathédrale Sainte-Thérèse-d'Avila.
La cathédrale Sainte-Thérèse-d'Avila d'Amos est une cathédrale catholique située à Amos au Québec. Elle a été construite de 1922 à 1923 en remplacement d'une chapelle construite 9 ans plus tôt. Elle est de style néo-byzantin et a été conçue selon les plans de l'architecte Aristide Beaugrand-Champagne. Lorsque le diocèse d'Amos a été érigé en 1939, elle en est devenue la cathédrale. Elle a été classée comme immeuble patrimonial en 2003. Elle est nommée d'après sa sainte patronne, Thérèse d'Avila.

## Architecture
La cathédrale fut construite selon le style néobyzantin, ce qui la rend unique en Amérique du Nord. La particularité de ce style est qu'elle est de forme circulaire, contrairement aux cathédrales romanes qui sont en forme de croix. Elle est située sur la colline centrale de la ville, sur la rive est de la rivière Harricana. De sa position, elle est visible de loin et de presque toutes les entrées routières de la ville.
La structure de la cathédrale est d'acier et de béton armé, matériaux assez inhabituels dans la construction de lieux de culte à cette époque. Le dôme du bâtiment est fait des mêmes matériaux, hormis le fait qu'il soit recouvert de cuivre. Aujourd'hui, le vert-de-gris lui donne une teinte plus verdâtre. Il mesure 30,5 mètres de diamètre (100 pieds), mesure qui coïncide avec le diamètre de la cathédrale elle-même. Ce dôme qui, à la construction, est le plus grand dôme de béton armé au Québec, ne sera dépassé que par le dôme de l'oratoire Saint-Joseph de Montréal, en 1937, qui fait 35,0 mètres de diamètre (115 pieds). Soutenu par huit arches disposées à équidistance sur un plan circulaire, le dôme de la cathédrale devient la plus grosse coupole autoportante en Amérique du Nord. La cathédrale culmine à 49 mètres, à la pointe de la coupole. Le bâtiment fait 31 mètres sous la voûte.
La cathédrale peut contenir jusqu'à 900 personnes assises et peut accueillir jusqu'à 1 200 personnes en de grandes occasions.
L'intérieur de la cathédrale est chaleureux. Un tapis rouge recouvre l'allée centrale et recouvre tout le sanctuaire, où se trouve l'autel. Les lambris sont de marbre rose d'Italie, les mosaïques ont été conçues en Italie et les verrières, œuvre de la maison Rault de Rennes en France, seront posées lors de rénovations en 1963. Les bancs sont tous de bois foncé. Les murs sont ornés par endroits de peintures représentatives des personnages les plus importants de la religion catholique. On trouve à la droite de l'autel un renfoncement dans le mur, où sont célébrés les baptêmes. Le plafond bombé de cette section de l'église est orné d'une mosaïque de céramique représentant le baptême du Christ. Le renfoncement du côté gauche est le lieu de prière, où les bougies brûlent.
Le dôme est divisé en 24 lanières partant du centre, où l'on trouve une immense colombe de marbre blanc. Cette colombe fait 3 mètres d'envergure. Chaque lanière du dôme est divisée en deux par une fleur rouge et le pourtour du dôme est orné des mêmes fleurs.

## Histoire
Les premiers colons s'installent à Amos en 1912, avec la construction du chemin de fer National Transcontinental. En 1913, la paroisse est érigée sous le patronage de Thérèse d'Avila et confiée à l'abbé Joseph Dudemaine, qui doit desservir tout l'Abitibi. L'emplacement est choisi par l'évêque du diocèse de Haileybury, Élie-Anicet Latulipe. Une chapelle en bois est construite en 1913 et 1914 et est aussi utilisée comme école. En 1915, la paroisse est érigée canoniquement et le presbytère est construit.
En 1918, la chapelle est jugée trop petite. Un comité est alors formé pour étudier la construction d'une nouvelle église. La fabrique souhaite que la nouvelle église soit à l'épreuve du feu, Amos étant construit en milieu forestier. On confie à l'architecte montréalais Aristide Beaugrand-Champagne la conception des plans du nouveau temple. Celui-ci propose la construction d'une vaste église de style néobyzantin avec une structure en béton.
C'est en 1922, que Joseph Dudemaine, premier curé de la paroisse et premier prêtre desservant tout l’Abitibi, et l’architecte montréalais Aristide Beaugrand-Champagne s'unissent dans le but d'ériger une cathédrale qui fera foi de la fierté des Amossois. D'ailleurs, sa construction fut rendue possible grâce à la population locale, qui mit l'épaule à la roue afin d'en élever l'impressionnante charpente. En 1939, l'église devient la cathédrale du nouveau diocèse d'Amos. Aldée Desmarais (de) est alors le premier évêque du jeune diocèse d’Amos. En 1963, la décorations intérieure est finalement complétée grâce grâce au soutien financier de la population. Il aura fallu attendre 40 ans après la fin de sa construction avant que l'intérieur fut terminé, tel qu'on le connaît aujourd'hui. Finalement, ce n'est qu'en 1982 que la cathédrale est consacrée.
La cathédrale est la construction dominante du parc de la Cathédrale, joli petit parc urbain qui intègre le bâtiment en son sein.
En 1997, on fêtait le 75e anniversaire du début de la construction de la cathédrale.
Durant la première décennie des années 2000, Québec apporte une aide financière pour des travaux de rénovations intérieures de la cathédrale. De ces travaux, on dénote surtout la longue opération consistant à enlever toute trace d'amiante de la structure du bâtiment, substance aujourd'hui connue comme très néfaste pour la santé. On restaure aussi les maçonneries et les bancs.
En août 2018, la paroisse entame les démarches afin que la cathédrale soit obtienne le statut de lieu historique national.
En juin 2019, des travaux de restauration sont démarrés afin de nettoyer les blocs de maçonnerie et de béton.
En mars 2021, le Gouvernement du Québec annonçait l'octroi d'une somme de 5 millions de dollars pour finaliser la restauration complète de l'enveloppe extérieure de la cathédrale, des blocs de béton, de la fenestration et de la base du couronnement du dôme de cuivre. Selon les plans et devis, les travaux devraient s'échelonner sur 24 mois permettant ainsi de célébrer le 100e anniversaire de la cathédrale le 15 juillet 2023.
Le 9 juillet 2023, la ville lance les festivités du 100e anniversaire de la cathédrale. Au programme, une messe, un dîner communautaire à l'extérieur sous un chapiteau, les spectacles des artistes Gaétan Roberge et du groupe Attitude, ainsi que le spectacle de Gregory Charles avec l'accompagnement de ses musiciens. Cette dernière activité est la seule payante, mais elle suscite tellement d'engouement que les billets sont tous vendus quelques jours avant,. Les travaux de restauration sont terminés à temps pour le 100e anniversaire de la cathédrale. La fondation de la cathédrale a tenu à ériger un monument honorant les nombreux donateurs de plus de 5 000 dollars ayant permis sa restauration.

## Orgue
L'orgue de la cathédrale fut acheté en 1953. Issu de la prestigieuse facture d'orgues Casavant Frères, de Saint-Hyacinthe en Montérégie (Québec, Canada), c'est un très bel orgue comprenant 22 jeux.

## Galerie

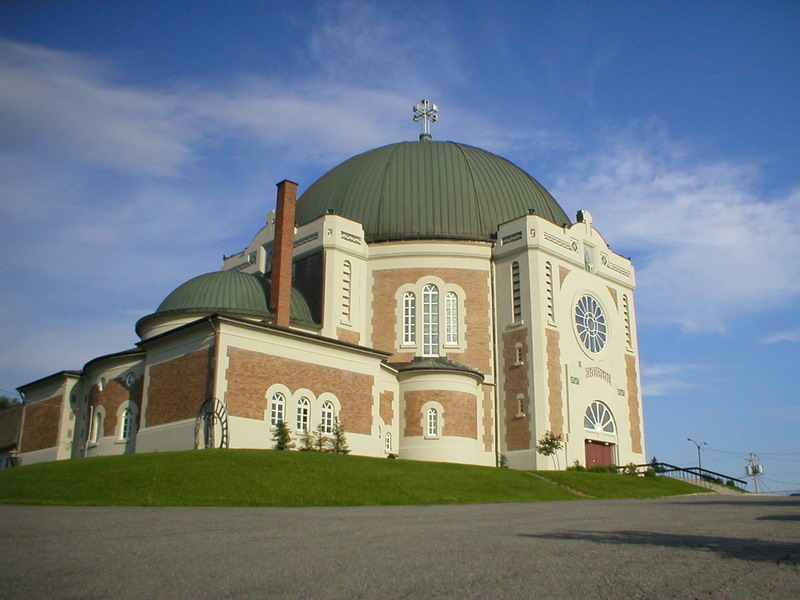
Vue d'ensemble.
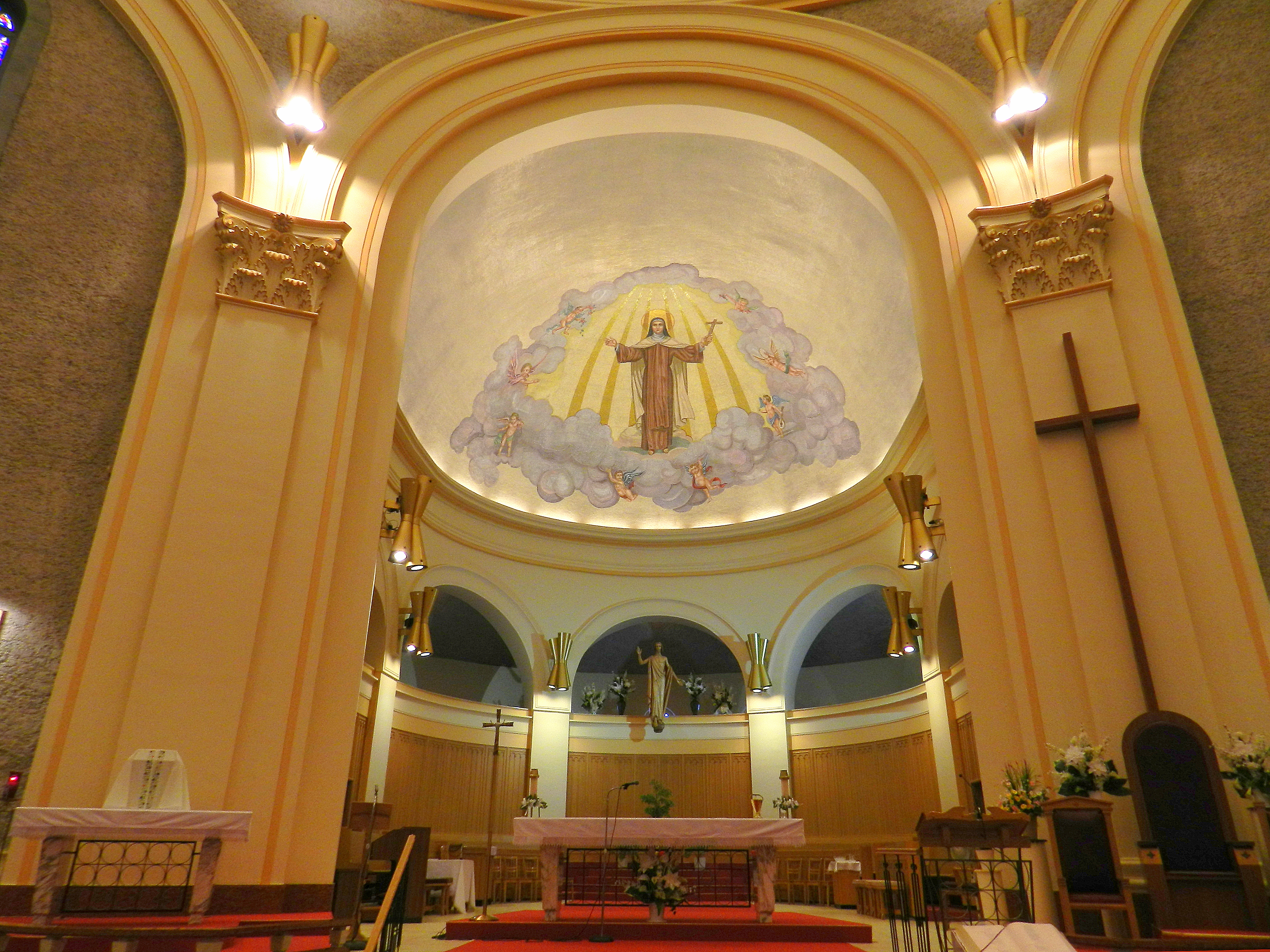
Vue générale du chœur
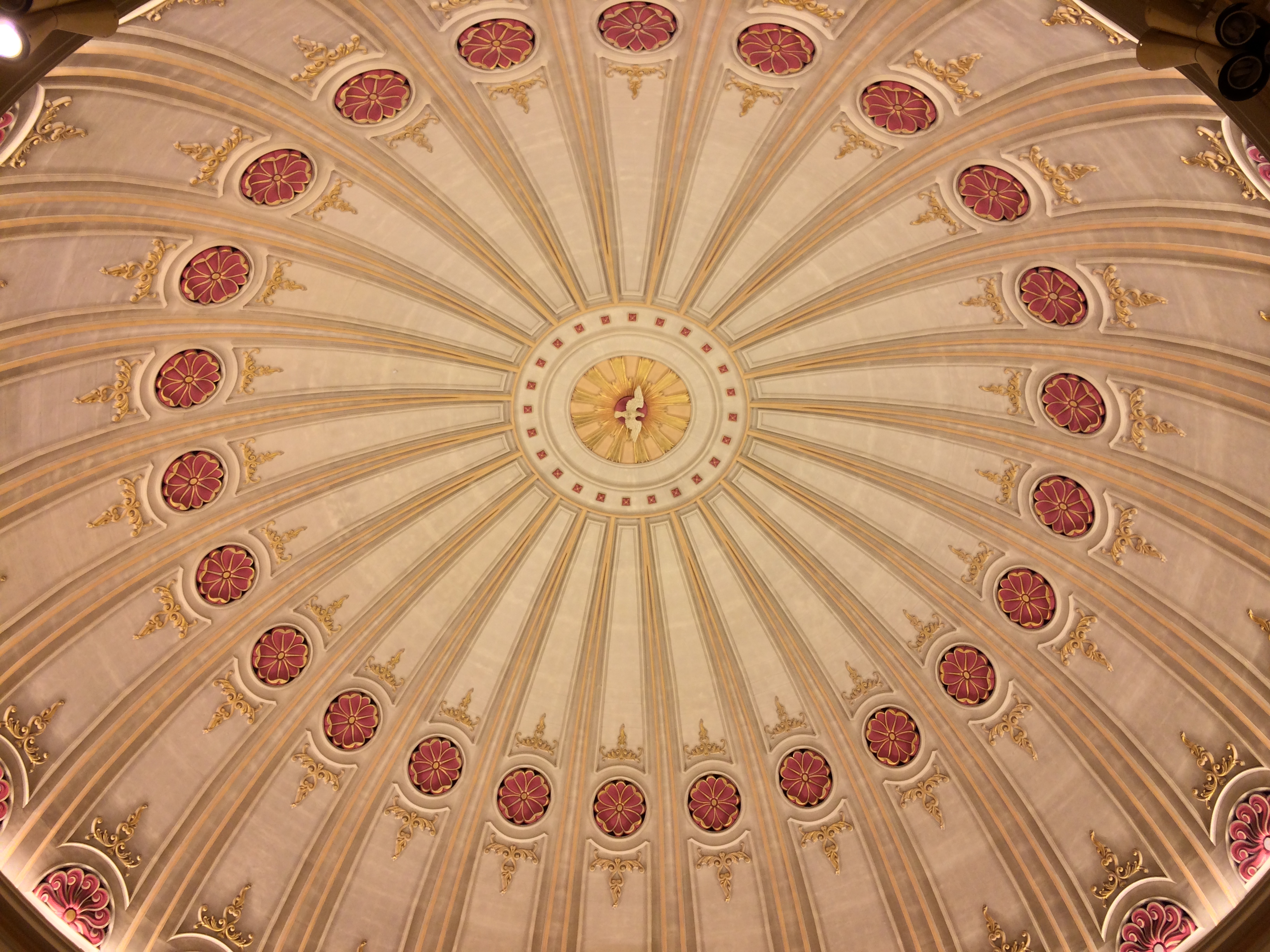
Le dôme
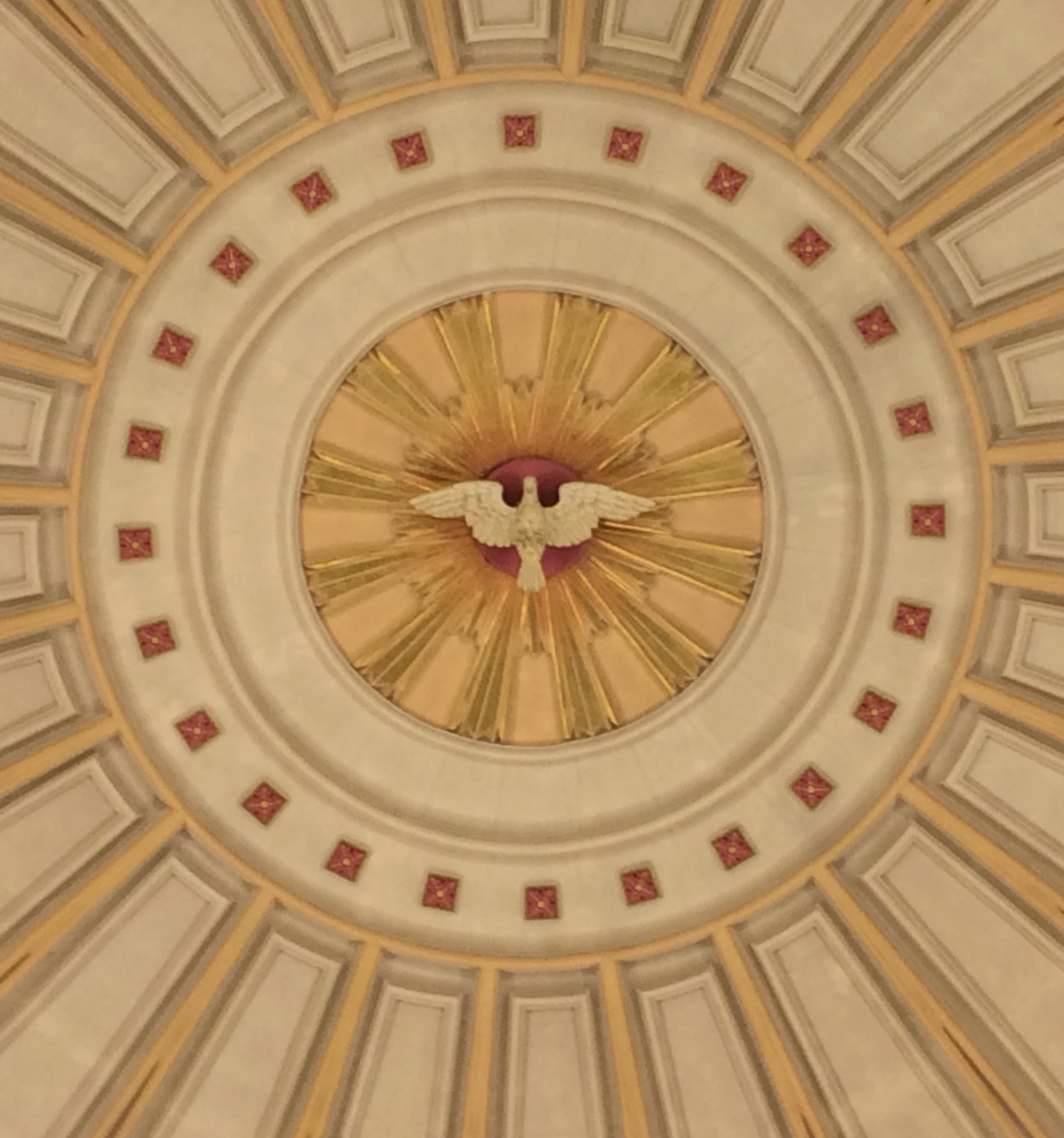
Colombe au centre du dôme
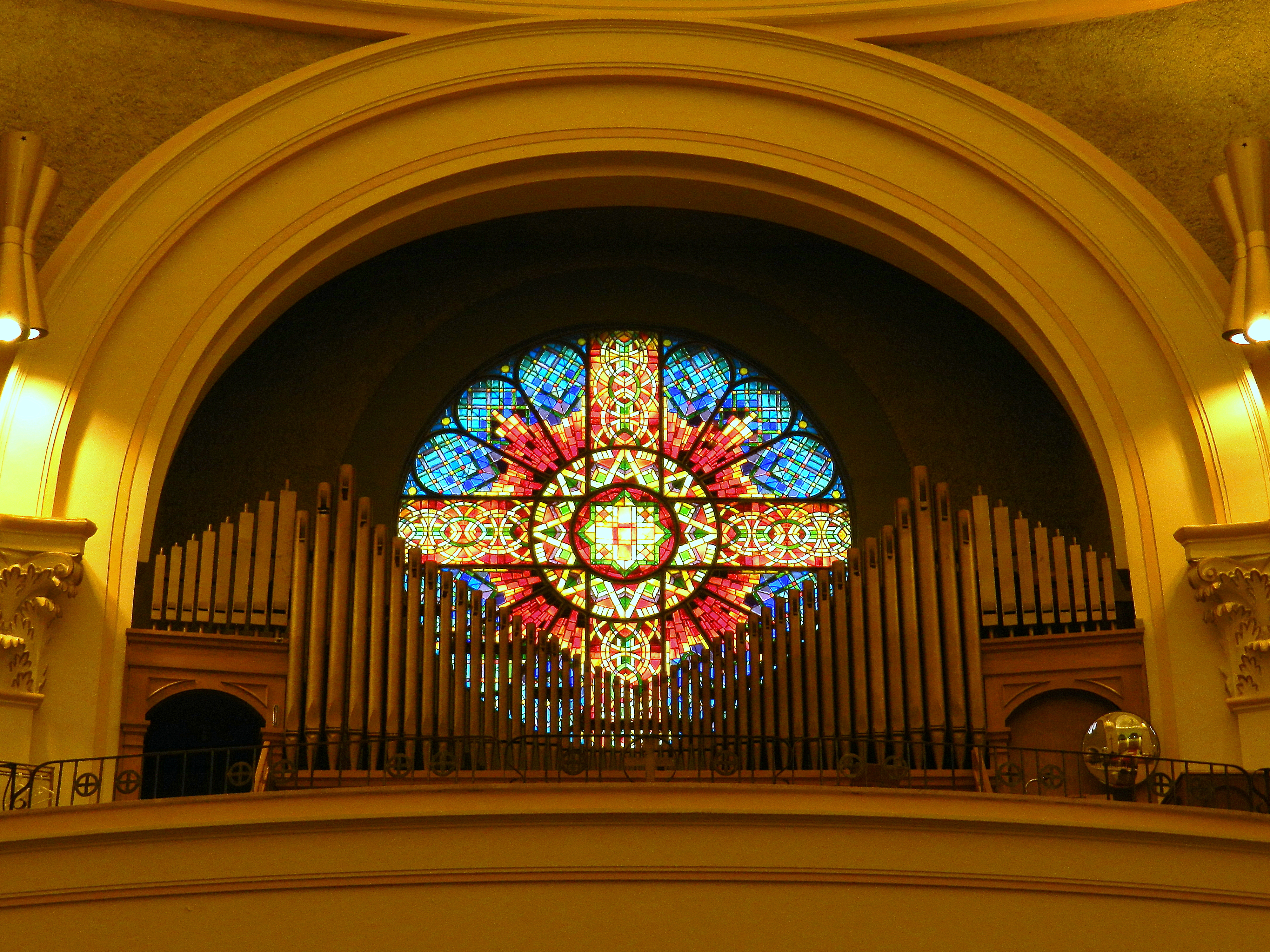
Tribune arrière avec l'orgue
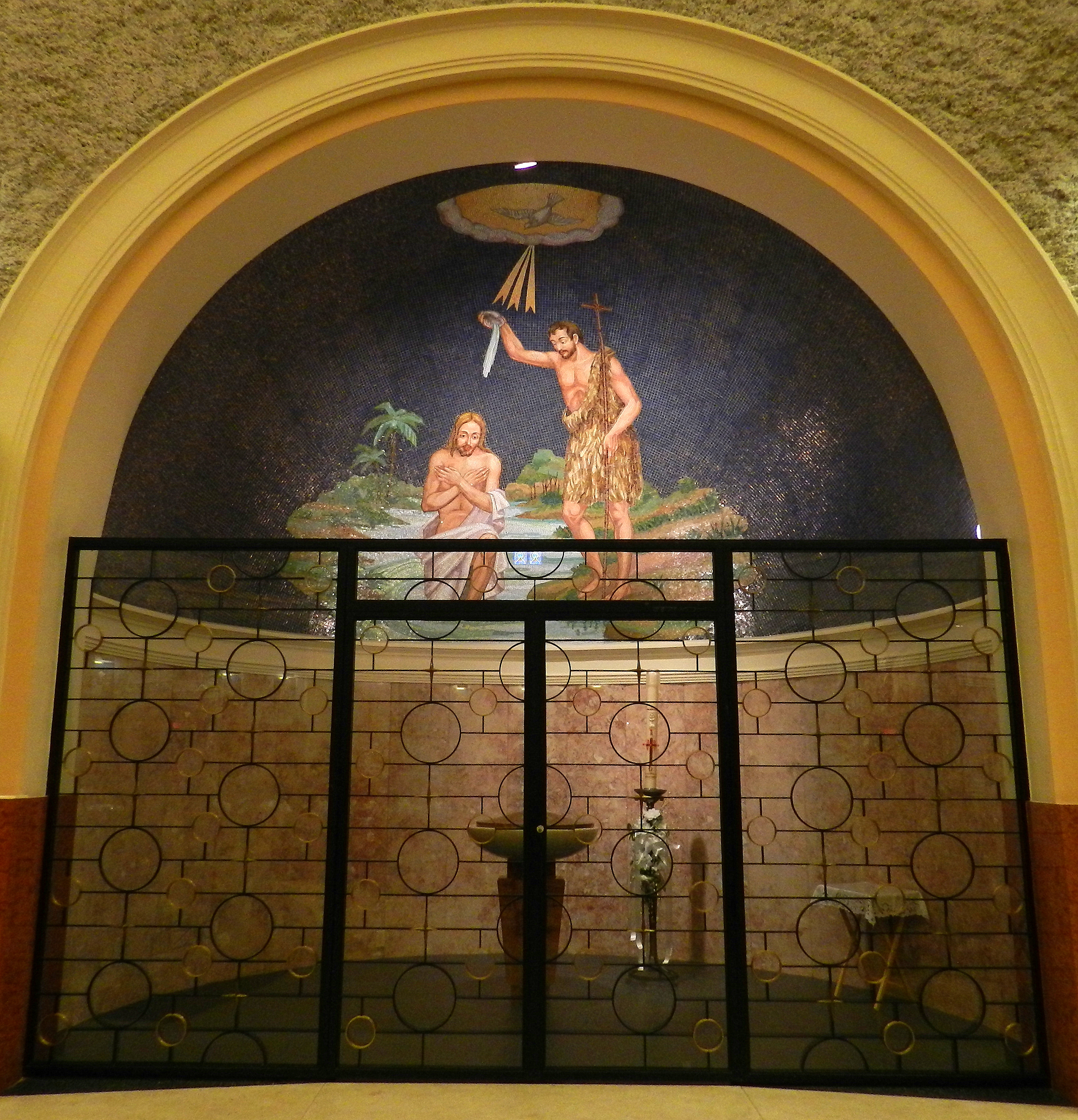
Le baptistère

## Littérature
La cathédrale Sainte-Thérèse-d'Avila, son architecture, son histoire, sa crypte et les pères fondateurs de l'Abitibi sont avantageusement mis de l'avant dans le roman arthurien L'ultime trésor écrit par Joël Pagé en 2017. Il en est de même également de deux autres particularismes patrimoniaux de cette ville, soit son hôpital régional spécialisé en traumatologie, l'Hôtel-Dieu d'Amos, de même que la rivière Harricana qui traverse du sud au nord cette ville.